# Campus Futurum

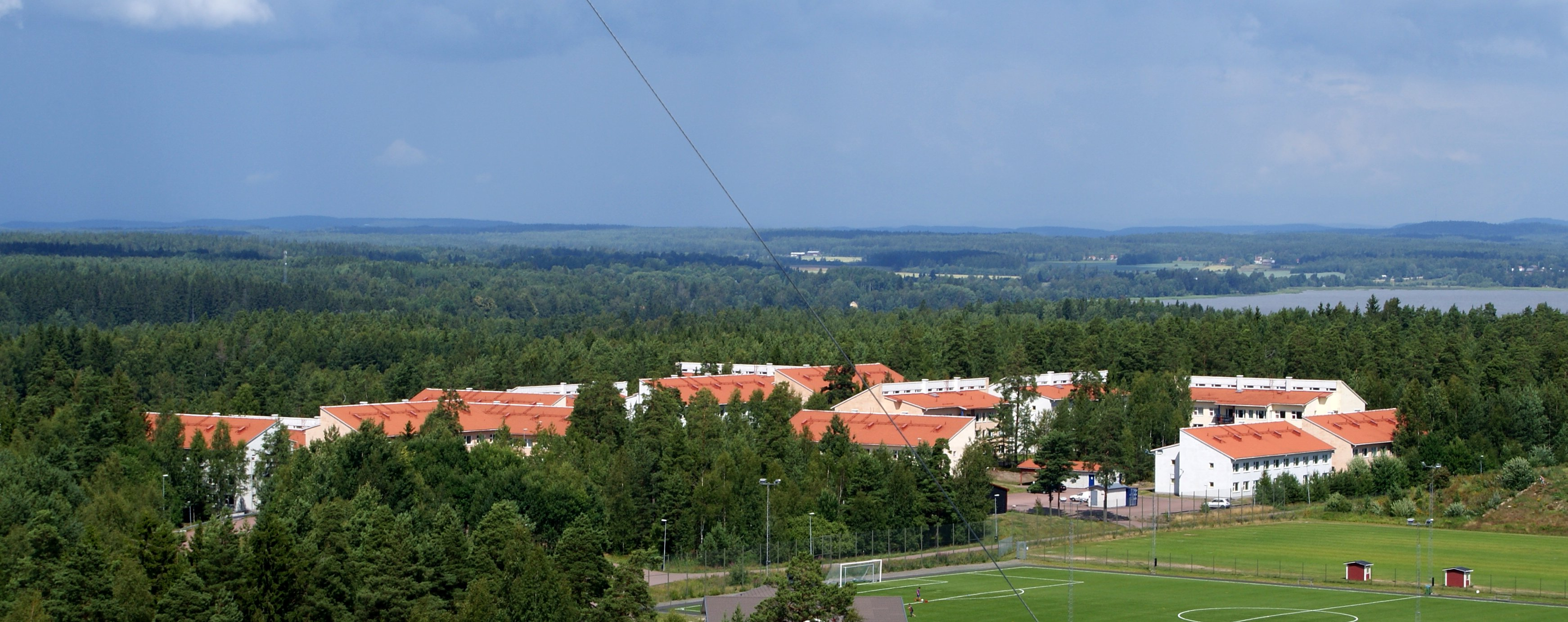
Campus Futurum sett från vattentornet på Kronoparken. I bakgrunden till höger syns sjön Alstern.

Campus Futurum är ett område med studentboende nära Karlstads universitet. Husen ägs sedan 1 juni 2011 av Karlstads Bostads AB, som även sköter uthyrningen av studentlägenheter i Karlstad. Innan dess sköttes uthyrningen av STUB (AB Karlstads studentbostäder). Området ligger på Kronoparken väster om Frödingshöjd. Karlstadsbuss linje 1 trafikerar området.
Området uppfördes 1996 och hade i början problem med beläggningen på grund av dyra hyror. Hyrorna var i april 2008 mellan 2 375 och 3 960 kr beroende på storlek.
Rumpan Bar var en bar som fanns på Campus Futurum fram tills 2013. Baren drevs av studenter, och för studenter vid Karlstads universitet. Ägarföreningen till baren var Karlstads Ekonomistuderandes Förening. Sedan hösten 2014 har KBAB byggd tre nya höghus här med konceptet vännerhem. Totalt finns det 48 lägenheter i de tre husen, vilket alltså ger boende åt 96 studenter. I varje lägenhet bor två vänner som har varsitt rum och sitt eget hyreskontrakt. De delar på lägenhetens kök, toalett och dusch.